# Metanapis bimaculata
Metanapis bimaculata är en spindelart som först beskrevs av Simon 1895.  Metanapis bimaculata ingår i släktet Metanapis och familjen Anapidae. Inga underarter finns listade i Catalogue of Life.